# Andy Morahan
Andrew Morahan (* 25. Juli 1958 in Kensington, London) ist ein britischer Musikvideo- und Filmregisseur.

## Leben
Andy Morahan ist der Sohn des Film- und Theaterregisseurs Christopher Morahan (1929–2017) und kam schon früh mit der Filmwelt in Kontakt. Seit Mitte der 1980er Jahre ist er als Regisseur für Werbung und Musikvideos tätig. 1994 erfolgte mit Highlander III – Die Legende sein Spielfilmdebüt. Bekannt ist er auch für seine Livemitschnitte von Konzerten.

## Filmografie (Auswahl)

### Filme
- 1987: Cyndi Lauper in Paris (Konzertmitschnitt)
- 1992: Michael Jackson Live in Bucharest: The Dangerous Tour (Konzertmitschnitt)
- 1994: Highlander III – Die Legende (Highlander III – The Sorcerer)
- 1997: Der Psycho-Mörder (Murder in Mind)
- 2009: Goal 3 – Das Finale (Goal! III)
- 2009: George Michael – Live in London (Konzertmitschnitt)
- 2011: JLS – Eyes Wide Open 3D (Konzertmitschnitt)
- 2018: Boogie Man

### Musikvideos
- 1984: Wham! – Last Christmas
- 1984: Wham! – Wake Me Up Before You Go-Go
- 1985: Pet Shop Boys – West End Girls
- 1986: The Human League – Human
- 1986: Wham! – The Edge of Heaven
- 1987: Bros – When Will I Be Famous?
- 1988: George Michael – Father Figure
- 1989: Simple Minds – Belfast Child
- 1989: Tina Turner – Steamy Windows
- 1989: Belinda Carlisle – La Luna
- 1989: Tears for Fears – Woman in Chains
- 1990: Extreme – Get the Funk Out
- 1991: Simply Red – Something Got Me Started
- 1991: George Michael & Elton John – Don’t Let the Sun Go Down on Me
- 1992: Guns n’ Roses – November Rain
- 1993: Paul McCartney – Hope of Deliverance
- 1993: Michael Jackson – Give In to Me
- 1997: Aerosmith – Hole in My Soul
- 2000: AC/DC – Stiff Upper Lip
- 2001: Blue – All Rise
- 2003: Sugababes – Too Lost in You
- 2009: Biffy Clyro – The Captain
- 2014: Band Aid 30 – Do They Know It’s Christmas?

## Auszeichnungen
- 1988: MTV Video Music Award in der Kategorie Best Direction in a Video (zusammen mit George Michael) für  George Michael – Father Figure
- 1989: Nominierung für einen MTV Video Music Award in der Kategorie Best Direction in a Video für Van Halen – Finish What Ya Started